# Lawine (Lutosławski)
Lawine is een lied gecomponeerd door Witold Lutosławski. Lawine is een toonzetting van het gedicht Obval (Обвал) van Aleksandr Poesjkin uit 1829. Het won de tweede prijs in een competitie die was uitgeschreven ter viering van de 150e sterfdag van de dichter in 1949. Het beleefde haar eerste uitvoering waarschijnlijk op 29 september 1950 in Krakau met Lesław Finze als tenor. 